# Pasteur Rahajason
Pasteur Rahajason (ur. 1897, zm. 1971) – malgaski pisarz, autor słów do narodowego hymnu Madagaskaru.